# Ерёменко, Валентин Никифорович
Валентин Никифорович Еременко (укр. Валентин Никифорович Єременко; 30 июля (12 августа) 1911 года, Кременная[уточнить], Харьковская губерния, Российская империя — 31 октября 1992 года, Киев, Украина) — украинский учёный, физико-химик, доктор химических наук (1961), профессор Киевского университета, академик (1969; член-корреспондент с 1964) Академии наук УССР; Заслуженный деятель науки и техники УССР (1974).

## Биография
Валентин Еременко родился 30 июля (12 августа) 1911 года в селе (слободе) Кременная (сейчас город районного значения в Луганской области Украины).
С 1920 по 1926 годы обучался в Кременнской семилетке.
В 1926 году поступил, а в 1929 году окончил 4-ю профтехшколу химической специальности в Харькове (впоследствии преобразованную в техникум)
Работал лаборантом на Коксо-бензольном заводе (15.06.1929 — 15.07.1929) в Константиновке в Донбассе; в лаборатории ХПИ; лаборантом Харьковского политехнического института (4.01.1930 — 15.04 1930); а на момент подачи заявления в университет — в Исследовательской станции Н. К. П. С. (Народного Комиссариата Путей Сообщений) им. С. М. Кирова.
В августе 1931 года по заявлению и решению ректора без экзаменов зачислен на вечерний химический факультет Харьковского физико-химико-математического института, который окончил в 1936 году по специальности физическая химия.
В 1936 году поступил в аспирантуру при Институте химии Харьковского государственного университета.
Одновременно в 1935—1940 годах преподавал в различных харьковских вузах, в частности, с 1 сентября 1938 года — преподаватель химии Харьковского института советской торговли.
При этом с 15 апреля 1930 года по 15 октября 1938 года — работал техническим руководителем лаборатории Харьковского института инженеров транспорта.
В 1939—1941 годах работал в Харьковском университете, в частности, с 1 сентября 1939 года — ассистент кафедры физической химии университета.
В 1940 году защитил кандидатскую диссертацию по теме «Определение теплот адсорбций на свободной и занятой поверхности адсорбента» (диплом ВАК № 003888).
С 22 ноября 1940 года по 15 октября 1953 года работает старшим научным сотрудником в Институте чёрной металлургии АН УССР с перерывом на время оккупации — 24 октября 1941 года по 9 апреля 1943 года.
С момента выделения Лаборатории специальных сплавов в самостоятельную организацию работал руководителем отдела № 2.
Во время Великой Отечественной войны:
- С 1 сентября 1941 года по распоряжению Начальника Штаба МПВО г. Харькова работал сотрудником Центральной лаборатории Штаба МПВО Харькова, выполняя специальные задания.
- С 24 октября 1941 года по 14 февраля 1943 года (первый период оккупации Харькова) находился на временно оккупированной территории, не работал, занимался починкой обуви.
- С 15 февраля 1943 года вновь работал в лаборатории Штаба МПВО Харькова и одновременно по восстановлению работы Харьковского университета.
- 10 марта 1943 года, по командировке Харьковского Горисполкома оставил Харьков, в который вернулся 9 апреля 1943 года и вновь приступил к работе в Институте чёрной металлургии АН УССР.

В 1953—1960 годах работает в Институте металлокерамики и специальных сплавов АН УССР (с 1964 года — Институт материаловедения АН УССР).
В 1953—1987 годах[уточнить] — заведующий отделом Института проблем материаловедения АН Украины в Киеве.
В 1961—1966 годах — заместителем директора этого института.
В 1961 году[уточнить] становится доктором химических наук, защищая диссертацию по теме «Исследования в области физико-химических основ формирования металлокерамического тела».
Одновременно в 1944—1987 годы преподавал в Киевском университете: с 1944 года — доцент, потом — профессор кафедры физической химии.
В 1953 году по конкурсу был избран заведующим этой кафедры.
C 1964 года член-корреспондент, а с 1969 года академик Академии наук УССР.
Валентин Никифорович Еременко умер 31 октября 1992 года в Киеве.
Похоронен на Байковом кладбище.

## Научная деятельность
Научные труды Валентина Еременко посвящены химической термодинамике сплавов, фазовым равновесиям и диаграммам состояния металлических систем, теории смачивания, кинетике растекания и растворения в расплавленных металлах твёрдых тел.
Изучал поверхностные свойства чистых металлов и бинарных металлических систем в широких температурных пределах.
Исследовал термодинамические свойства литых жидких сплавов, растворов металлов и интерметаллических соединений.
Построил диаграммы состояния двойных и тройных металлических систем.
Валентин Еременко автор более 600 научных трудов, в том числе 10 монографий.
Под руководством Еременко защитились 7 докторов наук и более 40 кандидатов наук.

## Личная жизнь

Валентин Еременко с сыновьями. Слева на право: Борис, Виктор и Михаил. 1991 год.

Отец — Никифор Гаврилович Еременко рано осиротел (в 12 лет), получил 4 класса образования в церковно приходской школе.
До революции занимался предпринимательством в области производства и продажи галантереи.
После революции — в сельском кооперативе бухгалтером.
Мать — Пелагея (Полина) Никитична Еременко (ум. 1950).
Во время оккупации в годы Великой Отечественной войны родители Валентина Никифоровича укрывали его детей — Виктора и Бориса.
Братья: Владимир (в 1939 году был аспирантом Харьковского авиационного института), Константин (инженер-конструктор, потом главный инженер проектного института Гипросталь), Борис (по данным на 1939 год обучался в 8-м классе, был слушателем Высшего военно-морского инженерного училища, умер в 1947 году).
Валентин Никифорович Ерёменко был трижды женат:
- Цин Наталия Мироновна (приблизительно до 1934 года) — работала в Опытной станции глубокого охлаждения — филиале Криогенной лаборатории Украинского физико-технического института (УФТИ) в Липовой Роще (пригород Харькова).
  - Сын — Виктор Ерёменко (род. 1932) — физик, доктор физико-математических наук (1967), профессор (1968), академик Национальной академии наук Украины (1978), заслуженный деятель науки и техники УССР (1982), директор Физико-технического института низких температур НАН Украины.
- Рахиль Шуламовна Копилевич — погибла осенью 1941 года в Дрогобычском яру на оккупированной территории.
  - Борис Ерёменко (род. 1938) — химик, профессор Киевского университета, заведовал кафедрой физической и коллоидной химии.
- Ольга Михайловна Ерёменко — старший химик Украинского геологического управления.
  - Михаил (род. 1949).

## Награды и премии
Валентин Никифорович Еременко — дважды[уточнить] лауреат Государственной премии УССР (1975, 1985), премий имени Е. О. Патона и И. Н. Францевича.